# 狂又驁
狂又驁（日語：アスクワイルドモア），是日本純種競賽馬匹。生涯主要出戰中距離賽事，曾於2022年勝出京都新聞盃。

## 出賽錢
2019年2月23日出生於北海道千歲市社台牧場，成長途中於拍賣會上在栗東訓練中心練馬師藤原英昭的推薦下被馬主廣崎利洋以6941萬日圓購入，馬主名義則以其公司廣崎利洋控股登錄。
其後正式交由推薦人藤原訓練。

## 競賽生涯

### 2歲
2021年7月11日出戰函館競馬場2歲新馬戰，比賽初段維持於中團追走，但於直路上未能對領放馬Eclat Noble造成威脅以5馬位差距落敗。
其後出戰2歲未勝利戰，本次比賽繼續選擇居中戰術下以再度後上不及，以第二的戰績完賽。
8月7日再度出戰2歲未勝利，比賽途中一直維持於先頭內欄的有利位置，於直路上瞬間有空隙衝出，最終於終點線前超越對手取得首勝。
9月4日出戰札幌兩歲錦標，比賽初段維持於較後位置等待時機，於通過最後直路時逐步採取行動加速。進入直路後，其於外檔位置開始展開追擊，雖然最終未能壓制一早透出的地標圖形，但仍然以優秀的末腳速度守住一直第二。
年末以一級賽希望錦標作為目標，但於其中完全未能發揮實力，最終以第十五大敗。

### 3歲
2022年首戰為如月賞，比賽初段主動後退至隊伍後方追走，於第三、四彎道之間逐步上前。進入直路後，其繼續嘗試以此走勢加速，但最終不敵摩天威獅、但丁勝境及名將衝冠取得第四。
5月7日出戰京都新聞盃，比賽初段因應較快的步速以保持於中團內欄位置，直至第四彎道才抽出外檔望空。進入直路後，其一直於中外檔位置以不俗的姿態進行加速，於中後段進入全速狀態，最終於終點線前超越良釀之城率先衝線，取得首個分級賽冠軍，同時以2分9.5秒的完賽時間打破日本草地2200米賽道紀錄。
其後順利出戰東京優駿（日本打吡），雖然於比賽途中順利於中團位置逐步推進，但進入直路後隨即失速，最終以第十二的戰績落敗。
進入秋季後，其繼續以經典戰線作為目標，但於前哨戰神戶新聞盃以第十落敗，於正賽菊花賞亦跑獲第九的戰績，而於年末在中日新聞盃挑戰年長馬匹更以包尾第十八大敗。

### 4歲
2023年年初增程出戰鑽石錦標，於比賽初段進佔中團位置逐步推進，但於途中逐步墮後且未能重新加速，最終以第十四大敗。
賽後，其進入休養狀態，未有於年間繼續出戰賽事。

### 5歲
2024年6月16日復出並轉戰泥地賽事，以公開賽神馬錦標作為目標，然而於適性完全不足下以包尾第十六落敗。
其後回歸草地賽事繼續作賽，但表現繼續欠佳，除了11月的福島紀念外，其他賽事均以兩位數戰績作結。
12月出戰中日新聞盃以包尾第十八落敗後，陣營決定安排其退役，但於翌年2月2日才正式取消日本中央競馬會的賽駒註冊。

### 詳細賽績
| 日期       | 舉辦國家 | 馬場 | 距離   | 級別 | 賽事名稱     | 負重 | 騎師     | 馬號 | 出馬 | 名次 | 時間   | 頭馬（二馬）      |
| ---------- | -------- | ---- | ------ | ---- | ------------ | ---- | -------- | ---- | ---- | ---- | ------ | ----------------- |
| 11/7/2021  | 日本     | 函館 | 草1800 |      | 2歲新馬      | 54   | 武豐     | 11   | 12   | 2    | 1:52.6 | Eclat Noble       |
| 24/7/2021  | 日本     | 函館 | 草1800 |      | 2歲未勝利    | 54   | 武豐     | 1    | 13   | 2    | 1:50.4 | Fifty Chevy       |
| 7/8/2021   | 日本     | 函館 | 草1800 |      | 2歲未勝利    | 54   | 武豐     | 1    | 12   | 1    | 1:50.0 | （Seiun Platina） |
| 4/9/2021   | 日本     | 札幌 | 草1800 | GIII | 札幌兩歲錦標 | 54   | 武豐     | 7    | 9    | 2    | 1:49.8 | 地標圖形          |
| 28/12/2021 | 日本     | 中山 | 草2000 | GI   | 希望錦標     | 55   | 武豐     | 15   | 15   | 10   | 2:01.5 | 絕技              |
| 6/2/2022   | 日本     | 中京 | 草2000 | GIII | 如月賞       | 56   | 武豐     | 4    | 11   | 4    | 2:00.7 | 摩天威獅          |
| 7/5/2022   | 日本     | 中京 | 草2200 | GII  | 京都新聞盃   | 56   | 岩田望來 | 3    | 12   | 1    | 2:09.5 | （良釀之城）      |
| 29/5/2022  | 日本     | 東京 | 草2400 | GI   | 東京優駿     | 57   | 岩田望來 | 1    | 18   | 12   | 2:24.0 | 勝局在望          |
| 25/9/2022  | 日本     | 中京 | 草2200 | GII  | 神戶新聞盃   | 56   | 岩田望來 | 16   | 17   | 10   | 2:12.5 | 駿天宮            |
| 23/10/2022 | 日本     | 阪神 | 草3000 | GI   | 菊花賞       | 57   | 岩田望來 | 7    | 18   | 9    | 3:04.2 | 一勝再勝          |
| 10/12/2022 | 日本     | 中京 | 草2000 | GIII | 中日新聞盃   | 55   | 岩田望來 | 18   | 18   | 18   | 2:00.9 | 絕技              |
| 18/2/2023  | 日本     | 東京 | 草3400 | GIII | 鑽石錦標     | 56   | 田中勝春 | 6    | 16   | 14   | 3:31.7 | 混和成一          |
| 16/6/2024  | 日本     | 東京 | 泥2100 | OP   | 神馬錦標     | 58   | 奧斯雅   | 10   | 16   | 16   | 2:25.9 | Maple Ridge       |
| 1/9/2024   | 日本     | 新潟 | 草2000 | GIII | 新潟紀念     | 56   | 小澤大仁 | 6    | 11   | 11   | 2:00.0 | 曲動心神          |
| 14/9/2024  | 日本     | 中京 | 草2000 | OP   | 仙王座錦標   | 55   | 小崎綾也 | 11   | 11   | 10   | 2:00.2 | 飛如鳥            |
| 10/11/2024 | 日本     | 福島 | 草2000 | GIII | 福島紀念     | 54   | 小崎綾也 | 12   | 16   | 8    | 2:01.3 | 前所未有          |
| 7/12/2024  | 日本     | 中京 | 草2000 | GIII | 中日新聞盃   | 54   | 西塚洸二 | 4    | 18   | 18   | 2:01.6 | 飛砂駒            |

## 血統簡介
父系高情厚意為日本賽駒，生涯戰績優秀，曾勝出一級賽東京優駿（日本打吡），亦贏得法國二級賽尼爾錦標。父系大震撼亦是日本賽駒，爲日本賽馬史上第二匹無敗三冠馬，生涯出戰十四場賽事僅得兩場未能勝出，退役後配種成績亦極爲優秀，被譽為「平成之飛馬」。
母系La Seleccion為日本賽駒，生涯僅勝出條件戰級別的賽事。外祖父荒漠英雄亦是日本賽駒，生涯戰績優秀，曾於2004年奪得秋季古馬三冠。

### 血統表
| 父線：週日寧靜系（Halo系）               |                               |                  |                |
| 種馬 高情厚意 2010年（棕色）             | 大震撼 2002年（棗色）         | 週日寧靜         | Halo           |
| 種馬 高情厚意 2010年（棕色）             | 大震撼 2002年（棗色）         | 週日寧靜         | Wishing Well   |
| 種馬 高情厚意 2010年（棕色）             | 大震撼 2002年（棗色）         | 風中秀髮         | Alzao          |
| 種馬 高情厚意 2010年（棕色）             | 大震撼 2002年（棗色）         | 風中秀髮         | Burghclere     |
| 種馬 高情厚意 2010年（棕色）             | Catequil 1990年（棗色）       | 雷貓             | 雷鳥           |
| 種馬 高情厚意 2010年（棕色）             | Catequil 1990年（棗色）       | 雷貓             | Terlingua      |
| 種馬 高情厚意 2010年（棕色）             | Catequil 1990年（棗色）       | Pacific Princess | Damascus       |
| 種馬 高情厚意 2010年（棕色）             | Catequil 1990年（棗色）       | Pacific Princess | Fiji           |
| 繁殖雌馬 La Seleccion 2012年（棗色）     | 荒漠英雄 2000年（深棗色）     | 週日寧靜         | Halo           |
| 繁殖雌馬 La Seleccion 2012年（棗色）     | 荒漠英雄 2000年（深棗色）     | 週日寧靜         | Wishing Well   |
| 繁殖雌馬 La Seleccion 2012年（棗色）     | 荒漠英雄 2000年（深棗色）     | Roamin Rachel    | Mining         |
| 繁殖雌馬 La Seleccion 2012年（棗色）     | 荒漠英雄 2000年（深棗色）     | Roamin Rachel    | One Smart Lady |
| 繁殖雌馬 La Seleccion 2012年（棗色）     | Argentine Star 1996年（栗色） | Candy Stripes    | 害羞新郎       |
| 繁殖雌馬 La Seleccion 2012年（棗色）     | Argentine Star 1996年（栗色） | Candy Stripes    | Bubble Company |
| 繁殖雌馬 La Seleccion 2012年（棗色）     | Argentine Star 1996年（栗色） | Diferente        | Propicio       |
| 繁殖雌馬 La Seleccion 2012年（棗色）     | Argentine Star 1996年（栗色） | Diferente        | Derepente      |
| 雌系：號族：6-a                          |                               |                  |                |
| 五代內近親交配：週日寧靜 3×3、利法爾 5×5 |                               |                  |                |

## 命名由來
名字中，Ask（アスク）為馬主廣崎利洋控股的冠名，出自其另一間公司Ask Group控股的名字，帶有發問、追求的意思，Wild More（ワイルドモア）則出自廣崎好友吉原每文之父吉原貞敏旗下的同名賽駒，帶有「繼續狂野」之意思，香港則取後半部分，翻譯為「狂又驁」。

## 外部連結
- 狂又驁 netkeiba.com
- 血統表